# فاکس‌ترات (آلبوم)
 «فاکس‌ترات» (به انگلیسی: Foxtrot) چهارمین آلبوم استودیویی از جنسیس، گروه موسیقی پراگرسیو راک بریتانیایی است که سال ۱۹۷۲ میلادی منتشر شد. این آلبوم در رتبهٔ ۱۲ چارت بریتانیا قرار گرفت و با نقدهای عموماً مثبتی روبرو شد که بزرگترین موفقیت گروه تا آن زمان به‌شمار می‌رفت.
طرف دوم دیسک ترانه‌ای ۲۳دقیقه‌ای به نام «شام آماده است» (Supper's Ready) دارد که از آثار کلیدی سبک پراگرسیو راک به‌شمارمی‌رود و از سوی وبگاه آل میوزیک به عنوان «شاهکار بلامنازع» گروه جنسیس معرفی شده است.